# Torenia pterogona
Torenia pterogona är en tvåhjärtbladig växtart som först beskrevs av Takasi Takashi Yamazaki, och fick sitt nu gällande namn av Fischer, Schäferhoff och Müller. Torenia pterogona ingår i släktet Torenia och familjen Linderniaceae. Inga underarter finns listade i Catalogue of Life.